# Musée Despiau-Wlérick
Pour les articles homonymes, voir Wlérick.
Le musée Despiau-Wlérick de Mont-de-Marsan est un musée des beaux-arts municipal, plus précisément une glyptothèque, contrôlé par l'État[pas clair]. Il est créé en 1968. Il le seul musée français consacré exclusivement à la sculpture figurative et le plus grand musée français pour celle de la première moitié du XXe siècle.
Le musée est actuellement fermé pour travaux de rénovation et devrait accueillir de nouveau ses visiteurs en 2027. Les travaux extérieurs ainsi qu'une nouvelle entrée devraient être terminés en 2029.

## Situation
Il est situé dans le donjon Lacataye, en rive gauche (côté nord) du Midou, à moins de 150 m à l'est de l'église de la Madeleine et du siège du Conseil départemental des Landes.
Son entrée visiteurs se fait par une ancienne chapelle romane, sur la place Marguerite de Navarre. 
Sa façade sud est à quelques mètres du Midou 
et a fait partie des remparts de la ville.

## Historique, présentation
Les collections formant la base du futur musée Despiau-Wlérick sont rassemblées dans les années 1950 sur l'initiative des familles et des élèves de Charles Despiau et Robert Wlérick, qui créent l'« Association des amis de Charles Despiau et Robert Wlérick »,.
Elles sont exposées sous la tutelle du musée Dubalen, qui se trouve alors à l'Hôtel de ville. L'association des « Amis de Charles Despiau et Robert Wlérick » se charge  d'animer cette section d'Art par des expositions orientées sur l'art moderne et contemporain.
Le donjon Lacataye étant restauré en 1963, les collections d'art y sont transférées sur l'initiative de Raymond Farbos, président de l'association, et du maire Charles Lamarque-Cando, pour y créer le musée Despiau-Wlérick, inauguré en 1968. Henri Mougel, quatrième conservateur du musée Dubalen, devient le premier conservateur du musée Despiau-Wlérick.
Dans les années 1980 et 1990, le musée se spécialise dans la promotion de la sculpture figurative de l'entre-deux guerres. Cette politique le place dans la période chronologique située entre celle du musée d'Orsay et celle développée par le musée national d'Art moderne. C'est ainsi qu'ont été sauvées de l'oubli de nombreuses œuvres de cette époque.
Le Despiau-Wlérick est le seul musée en France qui soit exclusivement dédié à la sculpture figurative et le premier musée français pour la sculpture figurative française de l'entre-deux-guerres.

## Collections du musée
Le musée possède environ un millier d'œuvres par Charles Despiau (1874-1946) et par Robert Wlérick (1882-1944), tous deux nés à Mont-de-Marsan.
Sont également présentés des œuvres de sculpteurs indépendants et une centaine d'artistes classiques ou modernistes du début du XXe siècle.[réf. nécessaire] Ainsi, sont exposés quatre grands bas-reliefs en bronze doré réalisés par Henri Lagriffoul, originellement commandés pour le théâtre du Palais de Chaillot à l'occasion de l'Exposition universelle de 1937. Le musée possède aussi de grands reliefs décoratifs destinés au paquebot « Normandie » et plusieurs projets pour l'Exposition coloniale internationale de 1931. Également exposées, deux statuettes en bronze du sculpteur portugais Charles Correia : Cheval à l'amble et Femme nue ; et des œuvres d'André Greck.
En 1983, le fonds d'atelier de Pierre Traverse (1892-1979) est légué au musée. En mars 2018, les héritiers du domaine de La Savane du comte Clément d'Astanières à Capbreton lèguent au musée l'essentiel des œuvres de cet artiste qui leur étaient revenues : 19 sculptures et 35 tableaux et/ou aquarelles.[réf. nécessaire]
Plusieurs œuvres monumentales sont exposées dans le jardin de sculptures entourant le bâtiment.

## Galerie

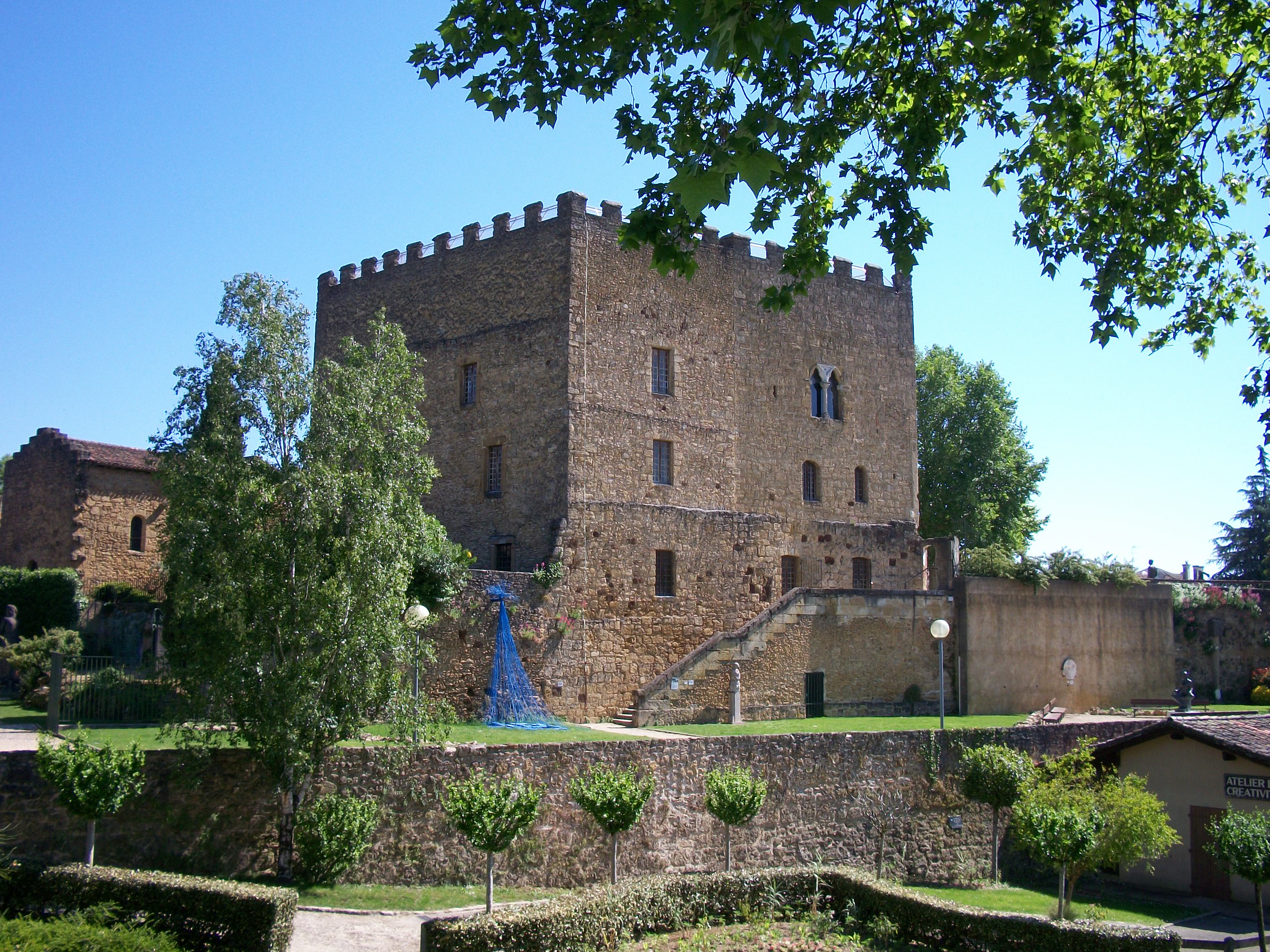
Le donjon Lacataye abritant le musée Despiau-Wlérick et, en arrière-plan à gauche, la maison romane du musée Dubalen. Vue depuis le pont sur le Midou.
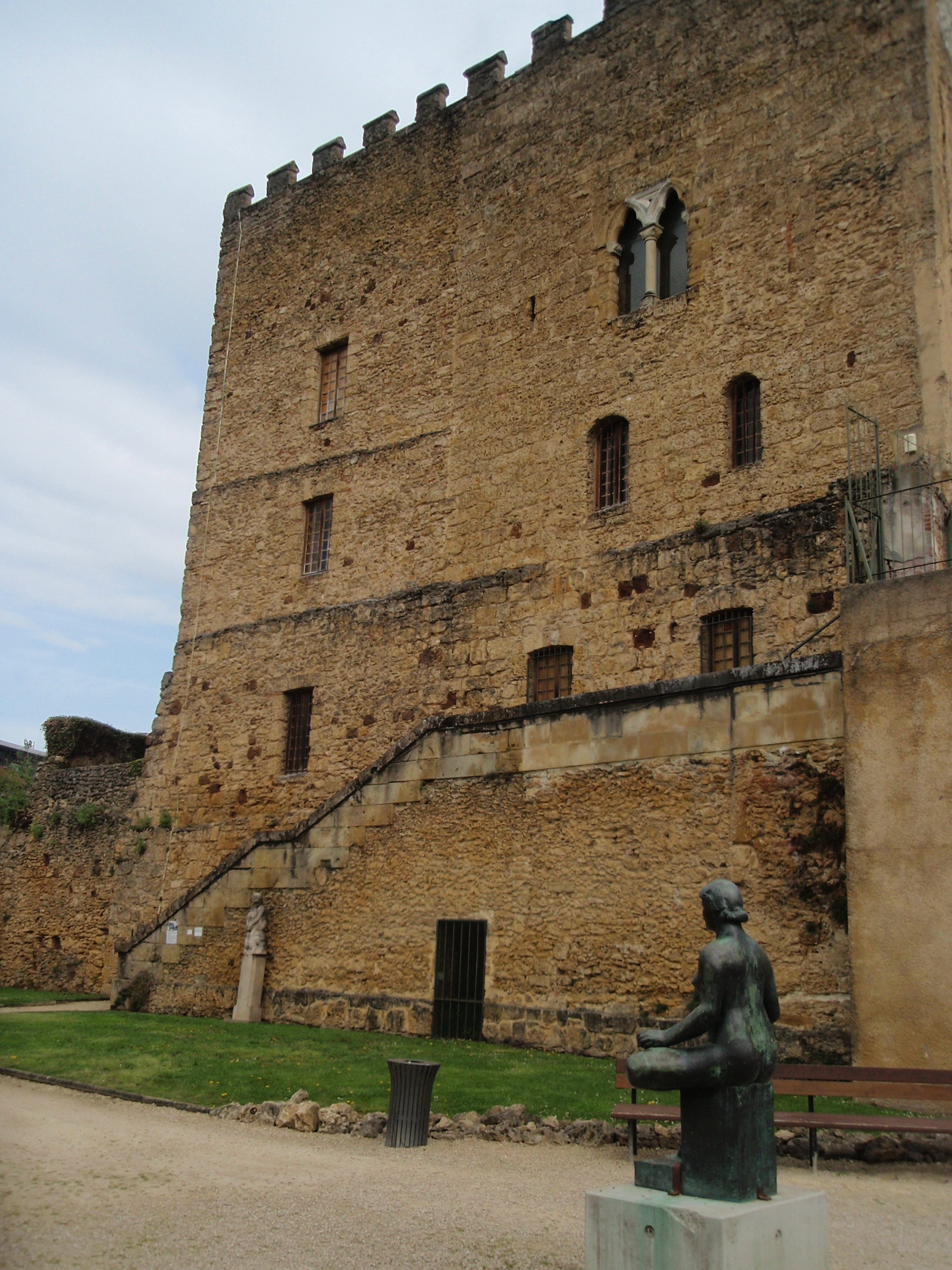
Façade sud du musée.
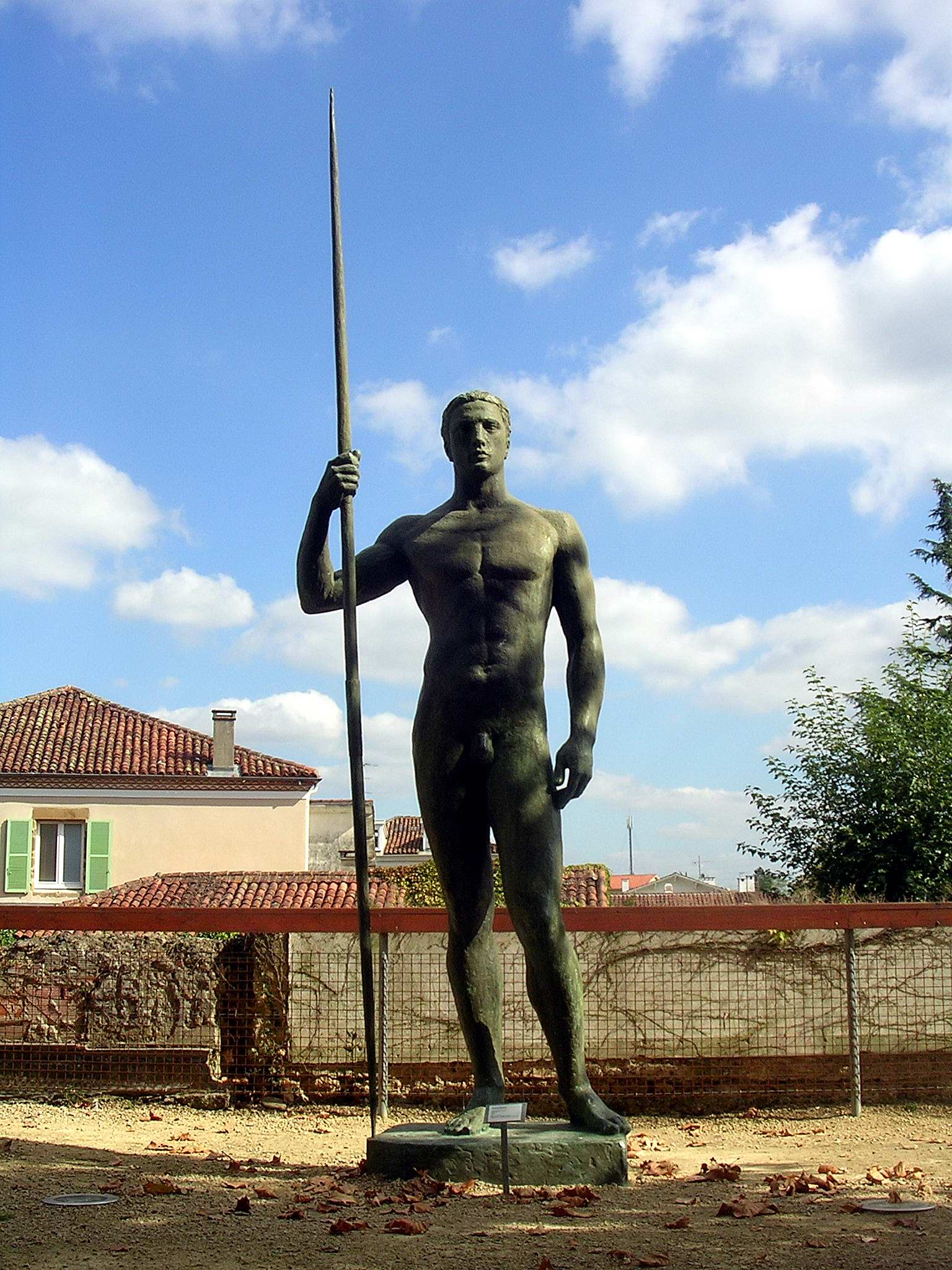
Athlète au javelot ou Hercule, (1939-43), par Robert Wlérick, exposé sur la place Marguerite de Navarre.
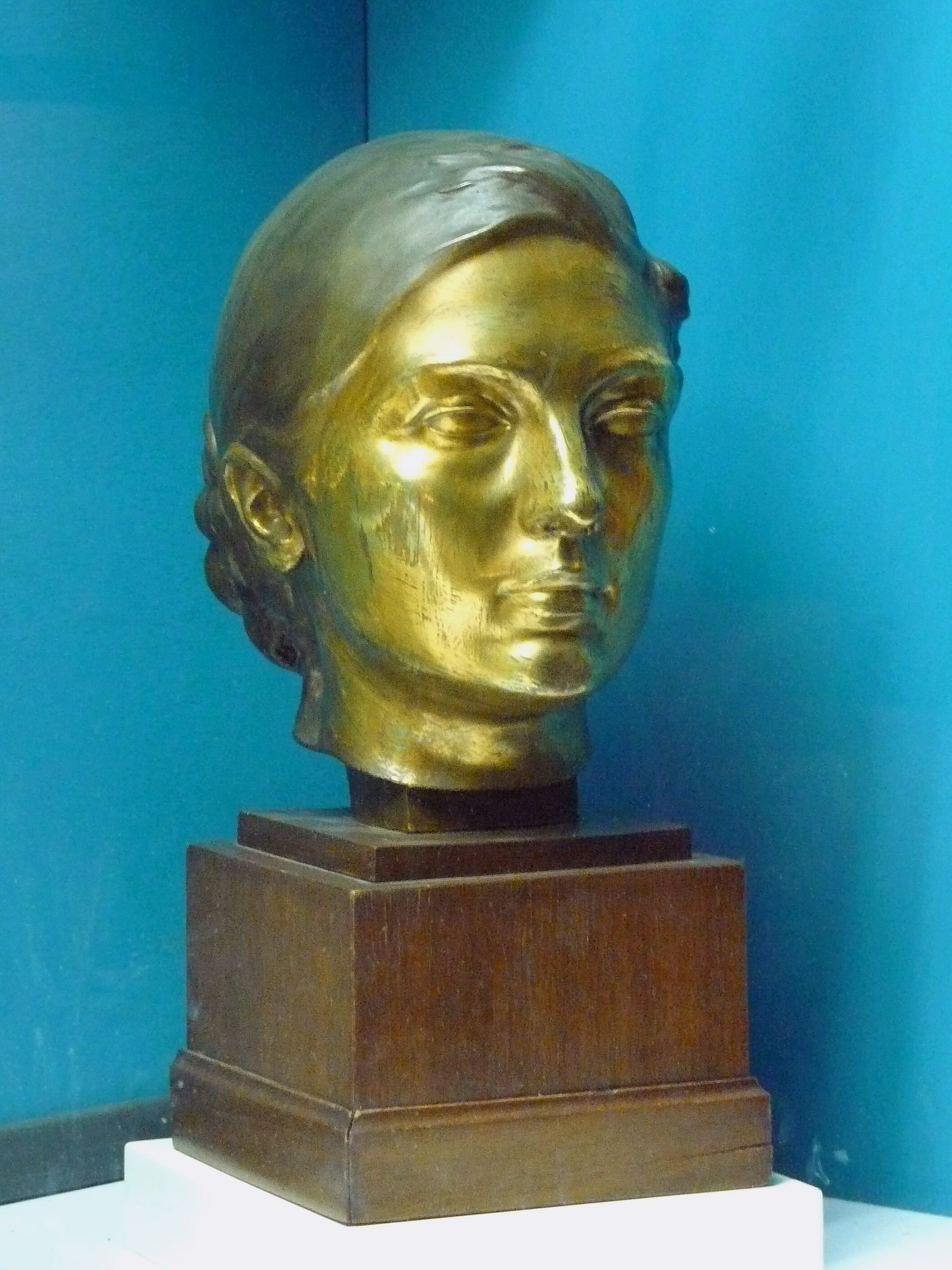
Tête de Jane Poupelet, par Lucien Schnegg.
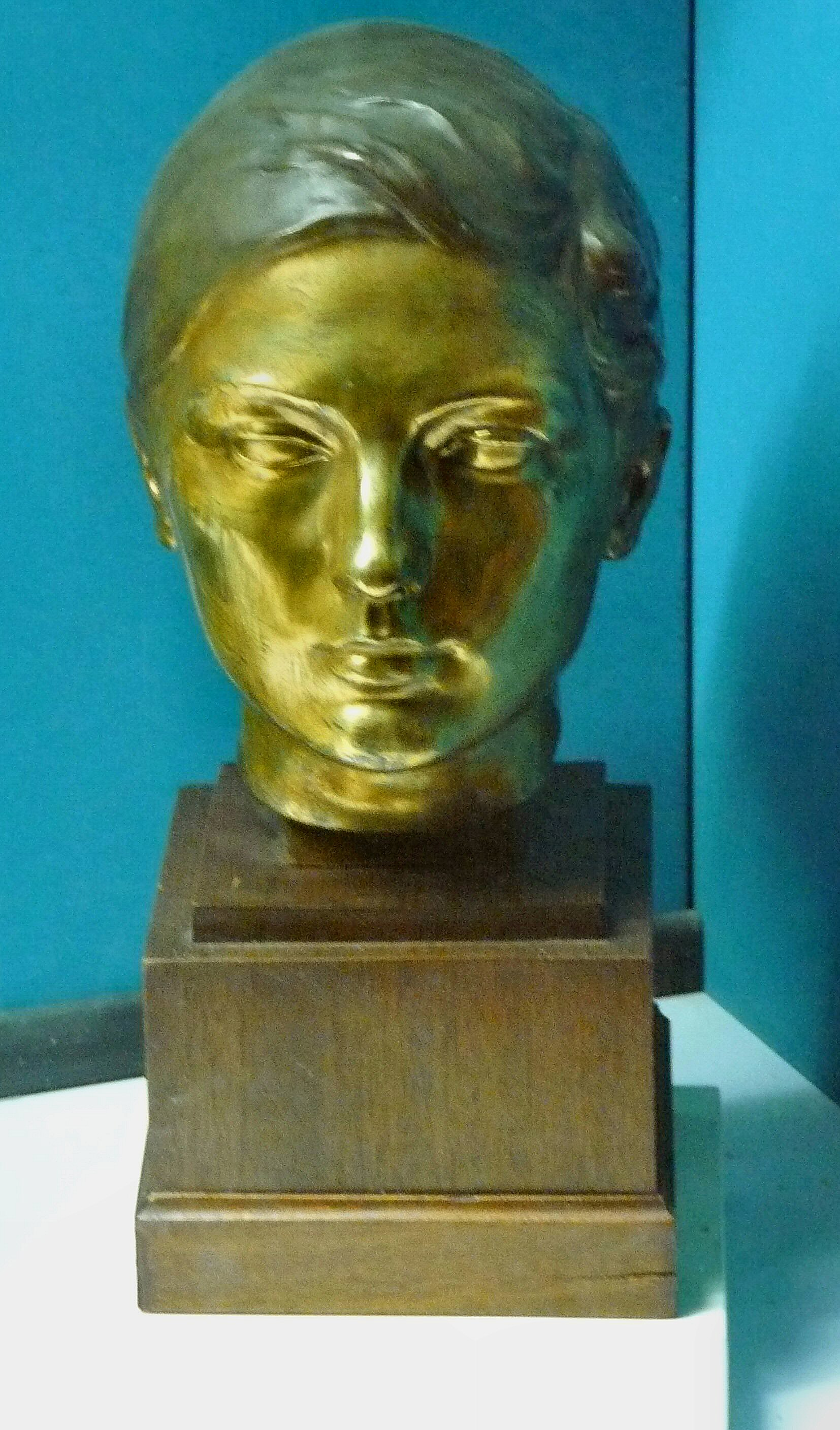
Tête de Jane Poupelet (vue de face).
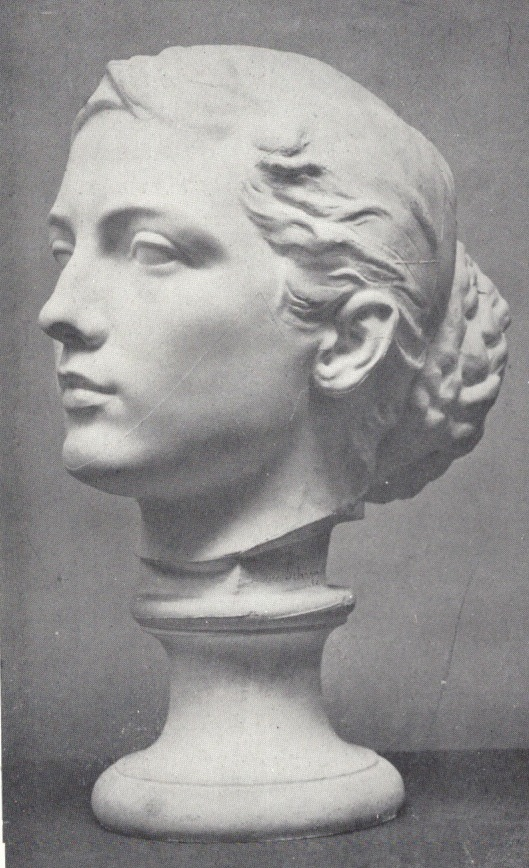
Photographie d'après l'article de Charles Saunier, Lucien Schnegg (Art et Décoration, 1907).
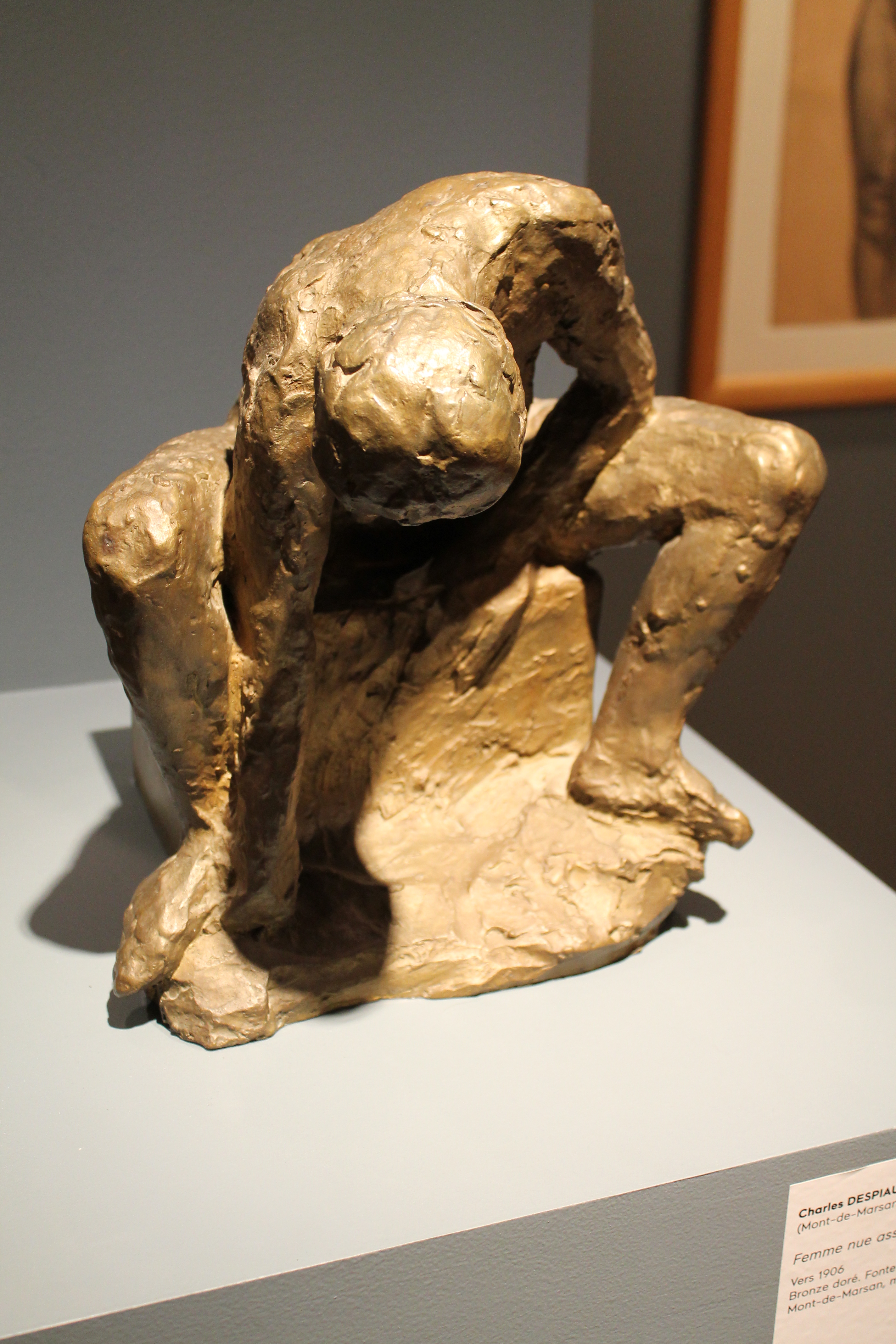
Femme nue assise se lavant les pieds,  bronze doré par Charles Despiau, vers 1906.